# Kaymak

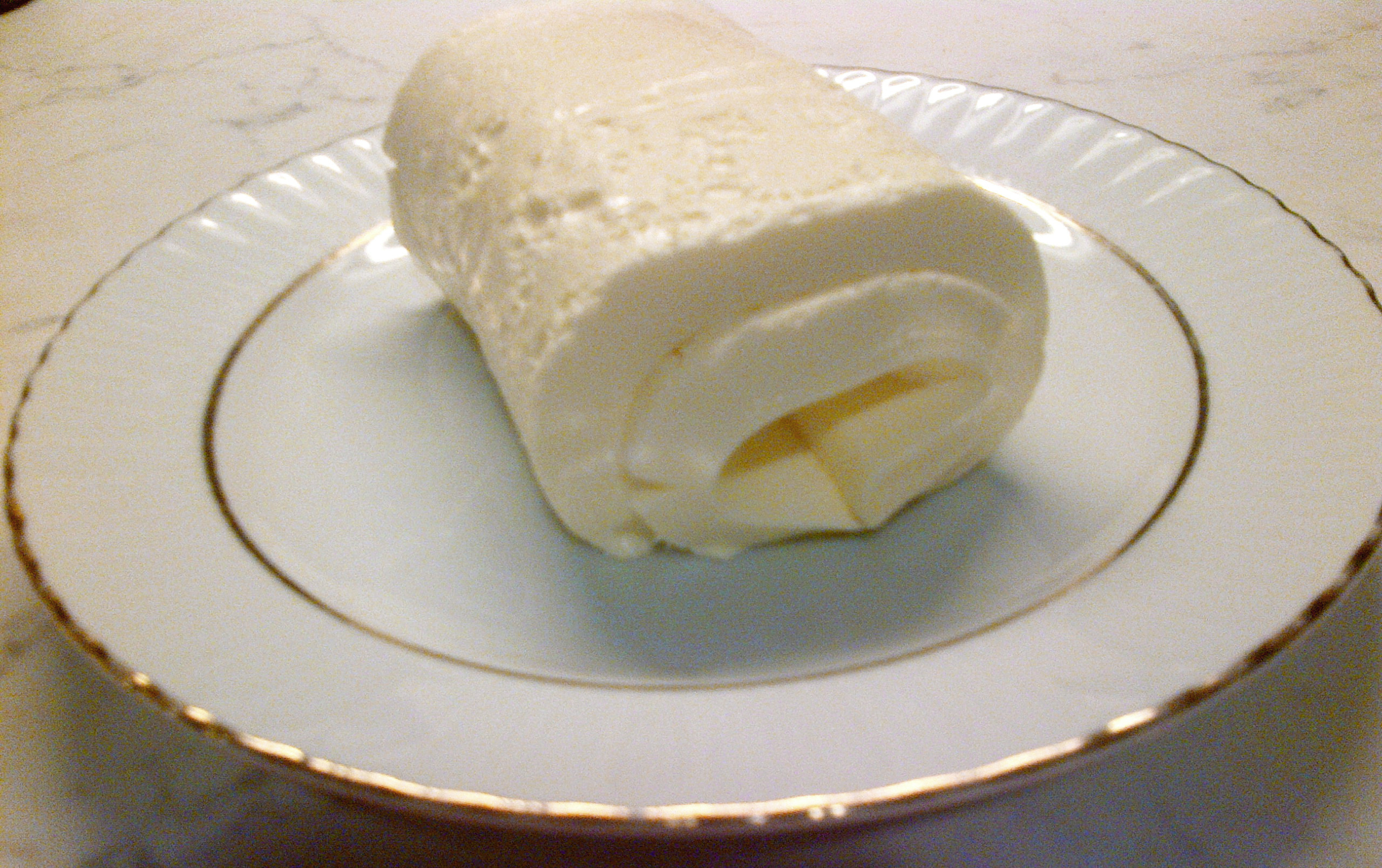
"Kaymak" en Turquía.

El kaymak (transcrito del idioma turco, escrito kajmak en algunos países de los Balcanes, donde "j" suena vocálicamente como /i/) es un producto lácteo, similar a la nata montada, elaborado en Turquía, Balcanes, los países del Oriente Medio,  Irán, Afganistán e India. Se elabora con la leche de búfala o de vaca.
Se llama "skorup" el variante de este lácteo en Serbia y Montenegro. En Turquía, la ciudad de Afyonkarahisar es famosa por su producción de kaymak.

## Características
El método tradicional de elaborar el kaymak es cociendo lentamente leche, donde se remueve durante un periodo de dos horas en una fuente de calor baja. Tras haber sido retirado del fuego se queda la nata y se deja enfriar y finalmente fermenta durante varias horas o días. El porcentaje de grasa láctea ronda generalmente el 60 %. Posee una consistencia ligeramente densa y cremosa (no enteramente compacta debido a la baja concentración de proteínas y fibras de la leche), y ligeramente ácida de sabor (dependiendo de cuanto haya madurado).

## Productos elaborados
- Postres turcos que suelen servirse con kaymak:
- Ekmek kadayıfı
- Ayva tatlısı
- Kabak tatlısı